# 無形資産
無形資産（むけいしさん、英: Intangible asset）とは、物的な実態の存在しない資産。例えば特許や商標権や著作権などといった知的資産、従業員の持つ技術や能力などの人的資産、企業文化や経営管理プロセスなどといったインフラストラクチャ資産が無形資産とされる。これは実体を伴わない資産であることから、会計制度上では原則として資産として計上することはできなくなっている。反対に現金、証券、商品、不動産など実態の存在する資産のことは有形資産という。
経済がデジタル化する中、現行税制では無形資産を補足しきれていない。膨張する財政への対応や、課税公平の観点からも、無形資産をいかに補足・評価するかは、今後の課題といえる。